# Форксвілл (Пенсільванія)
Форксвілл (англ. Forksville) — місто (англ. borough) в США, в окрузі Салліван штату Пенсільванія. Населення — 111 особа (2020).

## Географія
Форксвілл розташований за координатами 41°29′23″ пн. ш. 76°36′10″ зх. д. / 41.48972° пн. ш. 76.60278° зх. д. (41.489613, -76.602841).  За даними Бюро перепису населення США в 2010 році місто мало площу 4,08 км², уся площа — суходіл.

## Демографія
Згідно з переписом 2010 року, у селищі мешкало 145 осіб у 67 домогосподарствах у складі 42 родин. Густота населення становила 36 осіб/км².  Було 94 помешкання (23/км²).
Расовий склад населення:
| - 94,5 % — білих - 2,8 % — корінних американців - 2,1 % — чорних або афроамериканців |

До двох чи більше рас належало 0,7 %. Частка іспаномовних становила 0,0 % від усіх жителів.
За віковим діапазоном населення розподілялося таким чином: 13,1 % — особи молодші 18 років, 66,2 % — особи у віці 18—64 років, 20,7 % — особи у віці 65 років та старші. Медіана віку мешканця становила 45,5 року. На 100 осіб жіночої статі у селищі припадало 76,8 чоловіків;  на 100 жінок у віці від 18 років та старших — 85,3 чоловіків також старших 18 років.
Середній дохід на одне домашнє господарство  становив 46 057 доларів США (медіана — 27 500), а середній дохід на одну сім'ю — 69 373 долари (медіана — 72 917). За межею бідності перебувало 18,6 % осіб, у тому числі 0,0 % дітей у віці до 18 років та 23,5 % осіб у віці 65 років та старших.
Цивільне працевлаштоване населення становило 61 особа. Основні галузі зайнятості: виробництво — 23,0 %, освіта, охорона здоров'я та соціальна допомога — 23,0 %, роздрібна торгівля — 9,8 %, будівництво — 9,8 %.